# 白里索·戴斯梅莱
乔治·亨利·白里索·戴斯梅莱（法語：Georges Henri Brissaud-Desmaillet，1869年1月16日—1948年11月14日），是法国驻朝鲜、中国武官，曾担任袁世凯的总统府军事顾问。

## 著作
- 《Projet d'organisation de l'armée chinoise》（1914年）
- 《L'Armée chinoise : le problème des troupes en excédent》（1927年）